# Mix age*
『mix age* moritaka chisato rare tracks and remixes』（ミックス エイジ モリタカ チサト レア トラックス アンド リミクシーズ）は、1999年に発表された森高千里のリミックス・アルバムである。
過去に発表した楽曲のCM用音源や未発表別テイクなどが収録されている。

## 収録曲
1. SNOW AGAIN （SNOW BLINK Re-Mix）
  - 作詞：森高千里、作曲・編曲：高橋諭一
2. 私のように （ナチュラルズ CM SLOW Version）
  - 作詞：森高千里、作曲：河野伸、編曲：高橋諭一
3. 私のように （NAZUNA Re-Mix）
  - 作詞：森高千里、作曲：河野伸、編曲：高橋諭一
4. 忘れかけてた夢 （日本生命 CM Version）
  - 作詞：森高千里、作曲・編曲：高橋諭一
5. 一度遊びに来てよ '99
  - 作詞：森高千里、作曲：斉藤英夫、編曲：前嶋康明
6. SALA BOSSA NOVA  (むかしの人は…Re-Mix)
  - 作詞・作曲：森高千里、編曲：高橋諭一
7. 海まで5分 （Out Take）
  - 作詞：森高千里、作曲：久保田利伸、編曲：高橋諭一
8. 雨  [1999]
  - 作詞：森高千里、作曲：松浦誠二、編曲：高橋諭一
9. いつもの店 （CASAR Re-Mix）
  - 作詞：森高千里、作曲・編曲：高橋諭一
10. 気分爽快 （Out Take）
  - 作詞：森高千里、作曲：黒沢健一、編曲：高橋諭一
11. EVERY DAY （ALBUM Version）
  - 作詞：森高千里、作曲・編曲：高橋諭一